# この街の命に
『この街の命に』（このまちのいのちに）は、2016年4月2日にWOWOWのドラマW枠で放送された日本のテレビドラマ。主演は加瀬亮。2016年（平成28年）日本民間放送連盟賞テレビドラマ番組部門最優秀作品、ギャラクシー賞テレビ部門2016年4月度月間賞、東京ドラマアウォード 2016・作品賞（単発ドラマ部門）優秀賞、平成28年度（第71回）文化庁芸術祭賞 テレビ・ドラマ部門・優秀賞受賞。

## 企画・制作
『独立少年合唱団』、『いつか読書する日』でもコンビを組んだ監督・緒方明と脚本家・青木研次による人間ドラマ。動物の殺処分に直面する行政獣医たちの葛藤と再生を描く。
撮影は実在する山梨県の動物愛護センターで行われ、2016年4月2日にWOWOWの「ドラマW」枠で放送された。

## キャスト
- 牧田洋：加瀬亮
- 幡枝亜紀：戸田恵梨香
- 志賀悟：渋川清彦
- 前川誠二：黒田大輔
- 末吉隆也：岡山天音
- 隈谷栄一郎：諏訪太朗
- 木崎良太：篠原篤
- 山室聖子：柳英里紗
- 草野繁：高橋長英
- 幡枝絹江：島かおり
- 二見仁志：きたろう
- 倉橋真由美：熊谷真実
- 高野綾子：田中裕子

## スタッフ
- 監督：緒方明
- プロデューサー：徳田雄久、藤田恵里香、岩下英雅
- 脚本：青木研次
- 撮影：今井巧
- 美術：松葉明子
- 衣装：宮本まさ江
- 編集：矢船陽介
- 音楽：coba
- スクリプター：川野恵美
- 音響効果：渋谷圭介
- 照明：赤津淳一
- VE：平田義博
- 装飾：飯森則裕
- 録音：山口満大
- 助監督：浅利宏
- 制作担当：山田真史
- 製作：ViViA、WOWOW